# Bones (песма групе The Killers)
"Bones" (у преводу, Кости) je други сингл са другог албума Килерса, Sam's Town, и њихов шести сингл уопште. Сингл је изашао 27. новембра 2006. Спот за ову песму представља деби у режирању музичких спотова за филмског режисера, Тима Бартона. Делови спота са бендом су снимљени 17. и 18. августа 2006, а касније је извршена монтажа тих сцена заједно са ЦГИ позадином и ликовима, укључујући и костуре. Спот је доживео светску премијеру у среду, 25. октобра, у епизоди MTV емисије Total Request Live.

## Списак песама
- 7", CD

- DVD

1. (спот)
2. (спот)